# Clinotanypus ceylanicus
Clinotanypus ceylanicus är en tvåvingeart som beskrevs av Jean-Jacques Kieffer 1926. Clinotanypus ceylanicus ingår i släktet Clinotanypus och familjen fjädermyggor.
Artens utbredningsområde är Sri Lanka. Inga underarter finns listade i Catalogue of Life.